# 김노식
김노식(金魯植, 1945년 5월 10일~2023년 9월 6일)은 대한민국의 정치인이다. 민주한국당 소속 제11대 국회의원(전국구 16번)을 지냈다. 이후 제13대 총선과 제15대 총선에서 출마했으나 모두 낙선하였다. 2008년 제18대 총선에서는 친박연대 비례대표 3번으로 당선되었으나, 이후 선거법 위반과 관련하여 2009년 5월 당선 무효가 되면서 의원직을 상실하였다.

## 역대 선거 결과
|  | 21.6% |

|  | 12.49% |

|  | 22.49% |

|  | 13.18% |

## 가족 관계
- 배우자: 김연호
  - 아들: 김민기, 김재현
    - 며느리: 이서영, 이경은

  - 딸: 김정민
    - 사위: 김훈영